# مدیریت آب

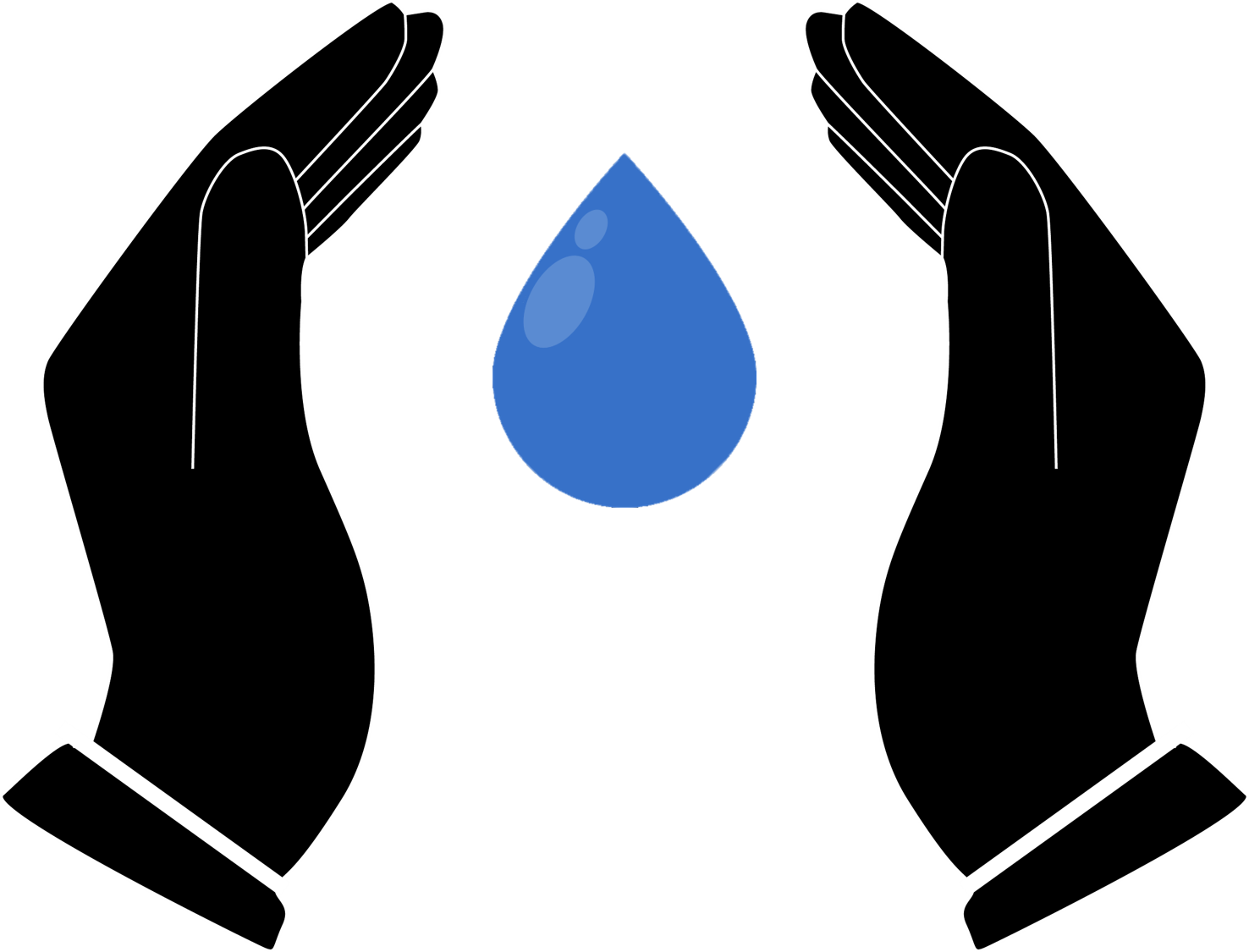
نماد مراقبت از آب

مدیریت منابع آب، فعالیتی در زمینه برنامه‌ریزی، توسعه، توزیع و مدیریت مصرف بهینه منابع آب است. مدیریت منابع آب، زیرمجموعه ای از مدیریت چرخه آب می‌باشد.
آب، برای حیات ما ضروری است. رشته مدیریت منابع آب، باید با مسائل فعلی و آینده که تخصیص آب با آنها مواجه است، تطابق یابد. با افزایش عدم قطعیت‌های تغییرات اقلیم جهانی و اثرات طولانی مدت اقدامات مدیریتی، تصمیم‌گیری دشوارتر خواهد شد. این احتمال وجود دارد که تغییرات اقلیمی مداوم، به موقعیت‌هایی که تاکنون با آنها مواجه نشده‌ایم، منجر شود. در نتیجه، استراتژی‌های مدیریتی جایگزین، برای جلوگیری از موانع و مشکلات تخصیص منابع آب، باید پیگیری شوند.
در حالت ایده‌ال، برنامه‌ریزی مدیریت منابع آب، به تمامی تقاضاهای رقابتی آب توجه دارد و به دنبال تخصیص عادلانه آب برای تأمین تمامی مصارف و تقاضاها است. مانند مدیریت سایر منابع، این امر، در عمل به ندرت انجام می‌شود.
یکی از بزرگترین نگرانی‌ها در مورد منابع آب در آینده، پایداری تخصیص منابع آب فعلی و آینده است. هرچه آب کمیاب تر می‌شود، اهمیت مدیریت آن بسیار افزایش می‌یابد. یافتن تعادلی بین نیاز انسان‌ها و آنچه محیط زیست به آن نیاز دارد، گامی مهم در پایداری منابع آب است.

## بررسی اجمالی

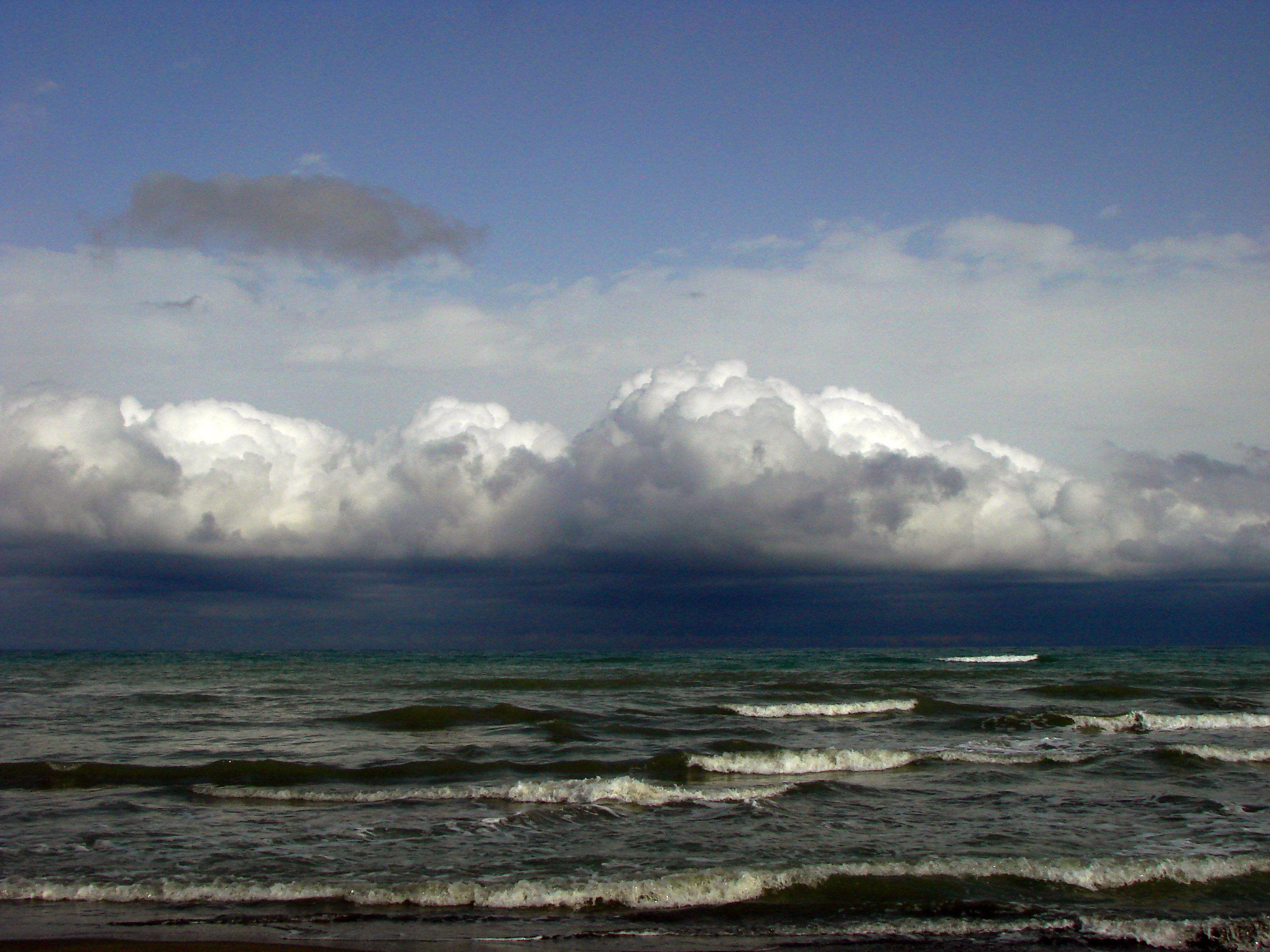
دریای خزر از مهم‌ترین منابع آبی ایران در شمال کشور

آب، منبعی ضروری برای کل حیات در سیاره زمین است. فقط سه درصد از منابع آب موجود در زمین شیرین است و دو-سوم این آب شیرین در قله‌های یخی و یخچال‌های طبیعی محصور شده‌اند. از یک درصد باقی مانده، یک- پنجم در مناطق دور افتاده و غیرقابل دسترس و در بارندگی‌های فصلی زیاد و در طوفان‌های موسمی و سیل‌ها حاصل می‌شود که به آسانی قابل استفاده نیستند. با گذشت زمان، آب کمیاب تر می‌شود و دسترسی به آب آشامیدنی پاک و سالم در میان کشورها محدود می‌شود. در حال حاضر، حدود ۰/۰۸ درصد از کل آب شیرین جهان متناسب با نیاز روزافزون بشر برای بهداشت، آشامیدن، تولید، تفریح و کشاورزی مورد بهره‌برداری قرار می‌گیرد. بهینه‌سازی مصرف آب شیرین با توجه به درصد کم آب باقی مانده از منابع طبیعی همواره در نقاط مختلفی از جهان مشکل‌زا بوده‌است.
تلاش‌های زیادی در مدیریت منابع آب برای بهینه‌سازی مصرف آب و به حداقل رساندن اثرات زیست‌محیطی ناشی از مصرف آب صورت گرفته‌است. پایش آب، به عنوان بخش جدایی ناپذیر اکوسیستم باید در راستای مدیریت یکپارچه منابع آب انجام گیرد.
تأمین آب به دلیل محدودیت آن یک چالش است. در پروژه دموکراتیک سازی حکمرانی آب و بهداشت بر اساس نوآوری‌های اجتماعی-فنی که طی ۳۰ ماه و در جریان برنامه هفتم اتحادیه اروپا انجام گرفت این موضوع در قالب تحقیقات، توسعه فناوری و پیاده‌سازی مورد توجه قرار گرفت. پروژهٔ مزبور، در مناطق در حال توسعه با مسئله‌ای دشوار روبرو شد: از بین بردن نابرابری اجتماعی ساختاری دردسترسی به نیازهای ضروری آب و خدمات سلامت عمومی. مهندسان این پروژه بر روی یک سیستم تصفیه آب کار کردند که با انرژی خورشیدی کار می‌کند و فیلترهایی دارد که آب سالم را برای یک جامعه فقیر در ایالت Minas Gerais تأمین می‌کند. مدیریت موفقیت‌آمیز هر منبع نیازمند دانش دقیق در مورد منابع موجود، کاربردهای آن، تقاضای رقابتی نسبت به آب، اقدامات و فرآیندهای ارزیابی اهمیت و ارزش تقاضای رقابتی و سازوکارهایی برای تبدیل تصمیمات سیاستی به عمل بر روی زمین، می‌باشد.
این کار بسیار دشوار است زیرا منابع آب می‌توانند از بسیاری از مرزهای ملی عبور کنند و کاربردهای آب، موارد بسیاری را دربر می‌گیرد که تعیین ارزش مالی آنها دشوار است و ممکن است مدیریت آن به شکل مرسوم بسیار سخت باشد. اکوسیستم‌ها یا گونه‌های نادر یا ذخایر آب زیرزمینی با قدمت بسیار زیاد، نمونه‌هایی از این دست هستند.

## کشاورزی
کشاورزی، با سهم مصرف ۷۰ درصدی، بزرگترین مصرف‌کننده منابع آب شیرین جهان است. با افزایش جمعیت جهان غذای بیشتری مصرف می‌شود (در حال حاضر بیش از ۶ درصد است و انتظار می‌رود که تا سال ۲۰۵۰ به ۹ درصد برسد)، صنایع و تحولات شهری گسترش می‌یابد و پیدایش تجارت محصولات سوخت زیستی نیز نیازمند تقسیم منابع آب شیرین است، در نتیجه کمبود آب به مسئله مهمی تبدیل شده‌است. در سال 2007 مؤسسه بین‌المللی مدیریت آب در سریلانکا ارزیابی از مدیریت منابع آب در کشاورزی را با هدف تعیین وجود آب کافی برای تأمین غذای جمعیت در حال رشد انجام داد. این مؤسسه آب موجود برای کشاورزی را در مقیاس جهانی، ارزیابی کرد و از مناطقی که از کمبود آب رنج می‌برند، نقشه‌برداری نمود. این ارزیابی نشان داد که یک-پنجم جمعیت جهان یعنی بیش از ۱/۲ میلیارد نفر، در مناطق با کمبود آب فیزیکی یعنی جایی که آب کافی برای تأمین تمام نیازهای آنها وجود ندارد، زندگی می‌کنند. بیش از ۱/۶ میلیارد نفر در مناطقی زندگی می‌کنند که کمبود آب اقتصادی را تجربه می‌کنند، جایی که عدم سرمایه‌گذاری در زمینه آب یا ظرفیت انسانی ناکافی، تأمین تقاضای آب را برای مسئولان غیرممکن ساخته‌است.
گزارش مزبور نشان داد که غذای مورد نیاز در آینده را می‌توان تأمین کرد، اما در بسیاری از نقاط جهان، ادامه روندهای کنونی زیست‌محیطی و تولید مواد غذایی، به بحران آب منجر می‌شود. بانک جهانی در راستای همین موضوع، تولید مواد غذایی کشاورزی و مدیریت منابع آب را به عنوان یک مسئله جهانی رو به رشد مورد توجه قرار داده‌است. نویسندگان کتاب بدون آب: از فراوانی تا کمیابی و چگونگی حل مشکلات جهانی آب، برنامه ای شامل شش نکته برای حل مشکلات جهانی آب، تدوین کرده‌اند. این شش نکته عبارتند از: ۱) اصلاح داده‌های مربوط به آب؛ ۲) حفظ محیط زیست؛ ۳) اصلاح اداره و حکمرانی آب؛ ۴) احیا مصرف آب کشاورزی؛ ۵) مدیریت نیاز صنعتی و شهری ۶) توانمند سازی فقرا و زنان در مدیریت منابع آب. برای جلوگیری از بحران جهانی آب کشاورزان باید در جهت افزایش بهره‌وری به منظور تأمین غذا تلاش کرده و صنعت و شهرها راه‌هایی برای مصرف کارآمدتر آب پیدا کنند.

## مدیریت آب در مناطق شهری

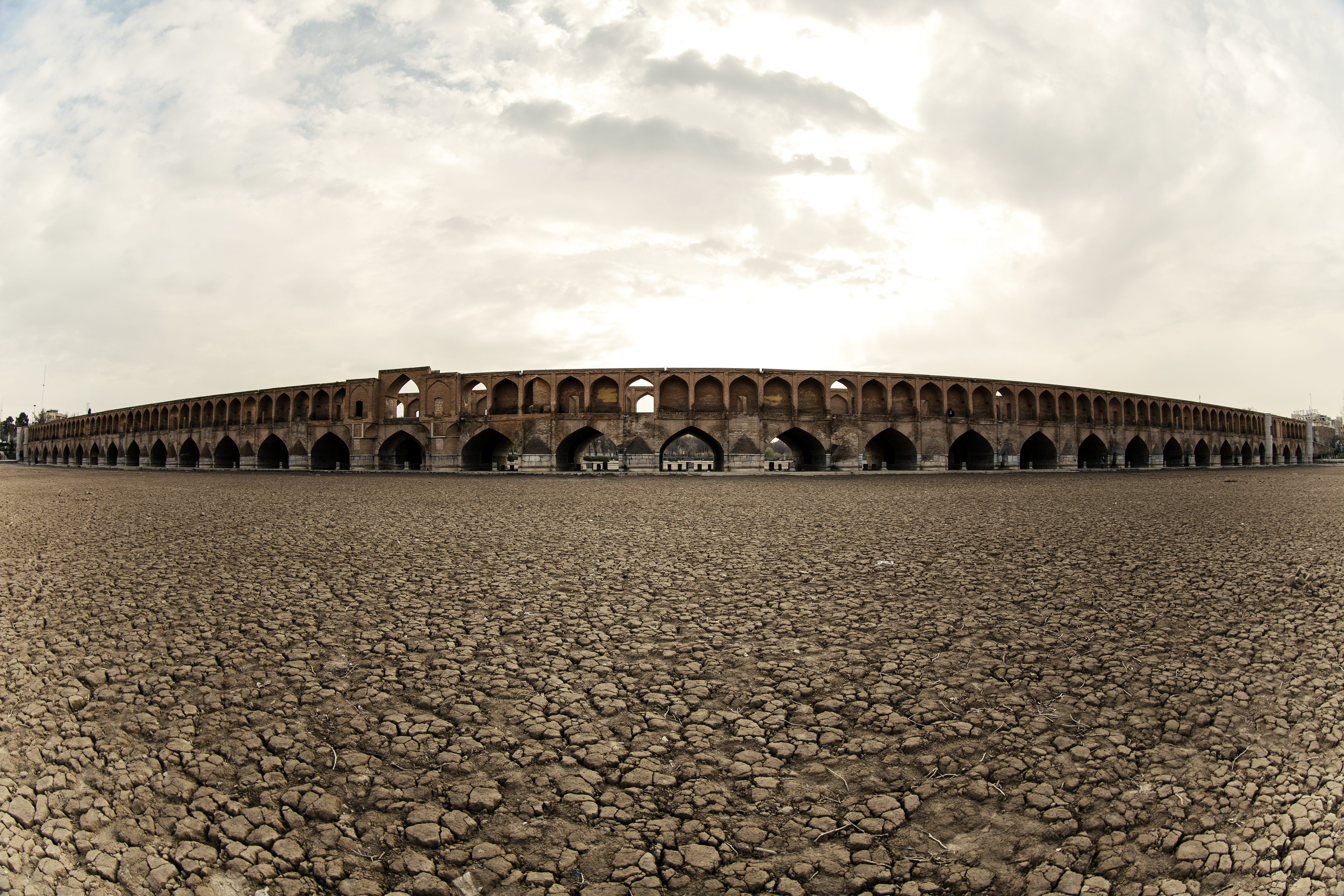
سوء مصرف و مدیریت آب در زاینده رود شهر اصفهان که منجر به خشک شدن آب آن شده است

در عصر مدرن همراه با رشد شدید پیشرفت‌های تکنولوژیکی که منجر به افزایش ظرفیت تحمل یا ظرفیت برد زمین شده‌اند، شهرنشینی نیز در مسیر جستجوی فرصت‌های اقتصادی، در حال رشد است. شهرنشینی سریع، در سراسر جهان اتفاق می‌افتد اما در اقتصادهای رو به رشد و کشورهای در حال توسعه رشد آن بیشتر است. در بین کشورهای در حال توسعه در سراسر جهان، شهرهای آفریقا و آسیا سریعترین رشد را با ۲۸ شهر از ۳۹ کلان‌شهر (شهر یا منطقه شهری با بیش از ۱۰ میلیون ساکن) به خود اختصاص داده‌اند. تعداد کلان‌شهرها همچنان در حال افزایش است و در سال ۲۰۲۵ رقم آن تقریباً به ۵۰ شهر می‌رسد. در اقتصادهای در حال رشد، کمبود آب مسئله ای بسیار شایع و متداول است. منابع جهانی آب شیرین در نیمکره شرقی و همچنین در قطب‌ها در حال کاهش است و با وجود توسعه‌های شهری، میلیون‌ها نفر با آب شیرین ناکافی زندگی می‌کنند. این موضوع ناشی از منابع آب شیرین آلوده شده، منابع آب زیرزمینی بیش از حد بهره‌برداری شده، ناکافی بودن ظرفیت‌های برداشت در مناطق روستایی مجاور، زیرساختهای ضعیف تأمین آب و نگهداری نامطلوب آنها، مقدار زیاد مصرف بی‌رویه آب و ظرفیت‌های مدیریتی و فنی ناکافی آب، می‌باشد.
در مجاورت مراکز شهری، کشاورزی باید برای تأمین آب سالم با صنعت و کاربران شهری، رقابت کند؛ این در حالی است که منابع پیشین آب با روانابهای شهری آلوده می‌شوند. از آنجایی که شهرها بهترین فرصت‌ها را برای فروش محصولات ارائه می‌دهند، اغلب کشاورزان به ناچار از آب آلوده برای آبیاری محصولاتشان استفاده می‌کنند. بسته به میزان تصفیه فاضلاب شهری، استفاده از این آب خطرات چشمگیری برای سلامتی بوجود می‌آورد. فاضلاب شهرها می‌تواند شامل ترکیبی از آلاینده‌ها باشد. معمولاً رواناب ناشی از بارندگی، به فاضلاب آشپزخانه‌ها و توالت‌ها آغشته هستند. این بدین معنی است که آب معمولاً شامل مقادیر بیش از حد مواد مغذی و نمک‌ها و همچنین تعداد زیادی از پاتوژنها می‌باشند. همچنین ممکن است در کنار آثاری از آنتی‌بیوتیک‌ها مثل استروژن‌ها، مقادیری از فلزات سنگین نیز وجود داشته باشند.
کشورهای در حال توسعه جهان، کمترین میزان تصفیه فاضلاب را دارند. اغلب، آبی که کشاورزان برای آبیاری محصولات استفاده می‌کنند با پاتوژن‌های ناشی از فاضلاب شهری آلوده شده‌است. پاتوژن‌هایی که بیشترین نگرانی را ایجاد می‌کنند، باکتری‌ها، ویروس‌ها و کرم‌های انگلی هستند که به‌طور مستقیم سلامت کشاورزان و به‌طور غیر مستقیم سلامت مصرف‌کنندگانی که محصولات آلوده را می‌خورند، تحت تأثیر قرار می‌دهد. اسهال از بیماری‌های شایع می‌باشد که سالانه ۱/۱ میلیون نفر را می‌کشد و دومین علت اصلی مرگ و میر نوزادان می‌باشد. بسیاری از موارد شیوع وبا نیز به علت مصرف مجدد فاضلابی است که به شکل ناکافی تصفیه شده‌اند؛ بنابراین، اقداماتی که در جهت کاهش یا حذف آلودگی انجام می‌شوند، این ظرفیت را دارند که زندگی افراد زیادی را نجات داده و کیفیت زندگی را بهبود بخشند. دانشمندان در تلاش هستند تا روش‌هایی برای کاهش آلودگی غذا با استفاده از روشی که رویکرد چند مانعی (Multi-barrier) نامیده می‌شود، بیابند.
این رویکرد شامل تحلیل فرایند تولید غذا از رشد محصولات تا فروش در فروشگاه‌ها و مصرف، و سپس شناسایی نقاط مختلفی است که می‌توان مانع از آلودگی شد. موانع می‌توانند شامل مواردی مختلف باشند همچون: معرفی روش‌های آبیاری ایمن تر، تقویت تصفیه فاضلاب در مزرعه؛ اقداماتی که باعث از بین رفتن پاتوژن‌ها می‌شود و شستشوی مؤثر محصولات بعد از برداشت در فروشگاه‌ها و رستوران‌ها.

## سیستم پشتیبانی تصمیم‌گیری شهری
سیستم پشتیبانی تصمیم‌گیری شهری (UDSS)_ یک ابزار بی‌سیم است که با استفاده از ارتباط با حسگرهای متصل به لوازم آبی در اقامتگاه‌های شهری می‌تواند اطلاعات مربوط به مصرف آب را جمع‌آوری و در یک نرم‌افزار گوشی همراه نمایش دهد. این سیستم مثالی از مدیریت شهری داده محور می‌باشد که با سرمایه‌گذاری ۲/۴۶ میلیون یورویی کمیسیون اروپایی برای بهبود رفتار مصرفی آب خانوارها توسعه یافته‌است. اطلاعات در مورد هر مصرفی شامل_ ماشین ظرفشویی، دوش، ماشین لباسشویی، شیرآلات_ به صورت بی‌سیم ثبت می‌شود و به برنامه UDSS در تلفن همراه کاربر ارسال می‌شود. سپس UDSS بجای اینکه صرفاً یک رقم برای کل مصرف خانوار (کل دارایی‌ها) ارائه دهد، قادر به آنالیز و تعیین این است که کدام یک از لوازم بیشترین آب را مصرف می‌کند و از این طریق خانوارها را برای کاهش مصرف آب به تفکیک موارد مختلف تشویق می‌کند و به مردم امکان مدیریت اقتصادی تر مصرف آب را ارائه می‌دهد. UDSS بر اساس تحقیقات دانشگاهی علوم مدیریتی، در دانشکده تجارت و اقتصاد دانشگاه Loughborough در قالب پژوهشی پیرامون بنچمارک سیستم پشتیبانی تصمیم آب خانوار به مدیریت دکتر لیلی یانگ طراحی شده‌است.